# ソニーセミコンダクタマニュファクチャリング
ソニーセミコンダクタマニュファクチャリング株式会社は、熊本県菊池郡菊陽町に本社を置く、各種半導体の設計・開発・製造・カスタマーサービスを扱う企業。ソニーセミコンダクタソリューションズの完全子会社である。

## 概要

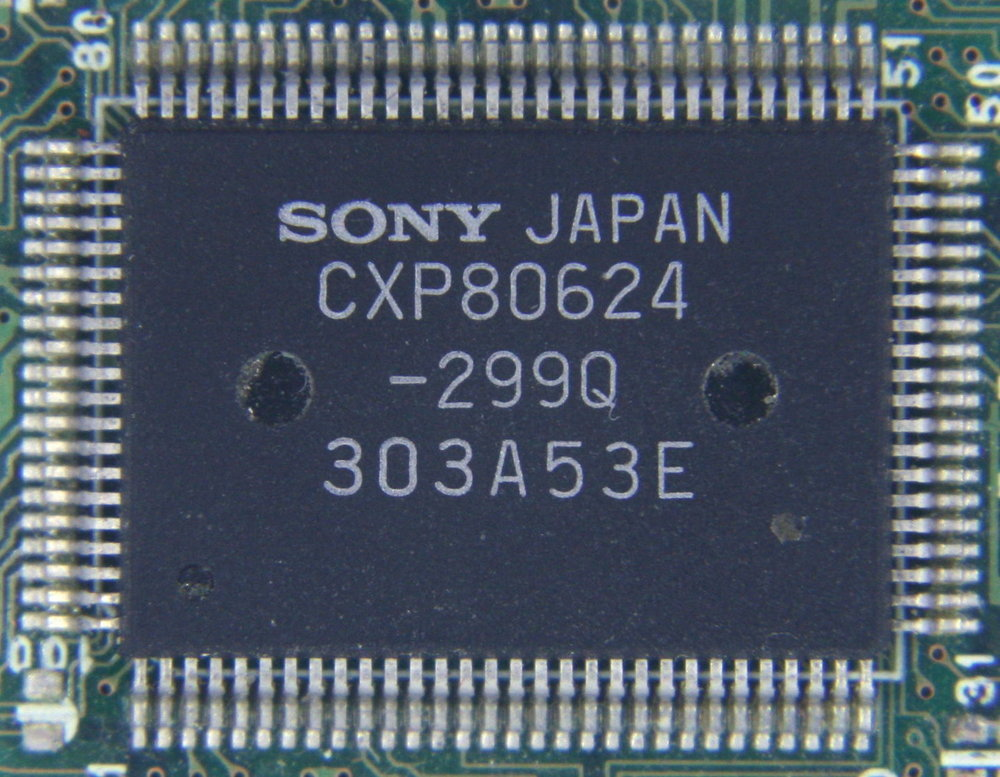
ソニーCXP80624-299Q

ソニーグループの半導体部門であるソニーセミコンダクタソリューションズ（本社:神奈川県厚木市）グループにおいて、主に半導体の生産を担当している。CMOSイメージセンサの生産を行う長崎TEC（テクノロジーセンター）や山形TECを始めとして、日本国内に複数の工場が存在する。

## 略歴
- 2001年4月1日 - ソニーの半導体製造子会社であったソニー国分株式会社、ソニー長崎株式会社、ソニー大分株式会社の3社が合併し、ソニーセミコンダクタ九州株式会社[注 1]として設立。
  - 当時建設中であった熊本テクノロジーセンター[注 2][2]も同社の事業所とされた。
- 2008年
  - 2月20日 - 長崎テクノロジーセンターの300mmウェハーラインを東芝に譲渡[5]。
  - 3月3日 - 長崎テクノロジーセンター内に東芝・ソニー・SCEの合弁会社「長崎セミコンダクターマニュファクチャリング」が設立。
- 2011年
  - 2月28日 - 長崎テクノロジーセンターにおいて東芝が所有していた半導体製造設備を再び買収。CMOSイメージセンサーの生産能力増強を図る[6]。
  - 11月1日 - ソニー白石セミコンダクタ株式会社を吸収合併。同時に社名をソニーセミコンダクタ株式会社に変更[2]。
- 2013年4月1日 - 本社を、福岡県福岡市早良区百道浜にあるTNC放送会館から、人事や広報、設計開発などの機能が段階的に集約[7][8]されていた熊本県菊池郡菊陽町の熊本テクノロジーセンターへ移転[2][9]。
- 2014年3月31日 - 閉鎖予定であったルネサス山形セミコンダクタ鶴岡工場（山形県鶴岡市）をソニーが買収。同工場はソニーセミコンダクタに組み入れられ、山形テクノロジーセンターとして操業開始[10][11][12]。
- 2015年
  - 2月 - ソニーが画像センサーの増産方針を決定。長崎、熊本、山形各TECに約1050億円を投じるほか[13]、同4月には、長崎TECに約240億円、山形TEC約210億円を追加投資すると発表している[14][15]。
  - 10月28日 - ソニーと東芝との間で画像用半導体設備の譲渡契約が締結。東芝大分工場（大分県大分市）内の一部の半導体製造関連施設、設備並びに社員を、2016年3月末までにソニーセミコンダクタに編入することが決定[16][17]。
- 2016年
  - 4月1日
    - ソニーグループの経営改革に沿い、新たに設立された半導体事業会社ソニーセミコンダクタソリューションズの子会社となる[18][19]。同時に社名を「ソニーセミコンダクタマニュファクチャリング」に変更[20]。
    - 東芝大分工場を編入し、大分テクノロジーセンターを設立[21]。また、2016年3月を以て閉鎖した[22]大分県国東市の製造拠点[23]を、大分テクノロジーセンター国東サテライトとして改組。
- 2023年3月10日 - ジャパンディスプレイの東浦工場の建屋および付帯設備を取得する最終契約を結んだ[24]。2024年4月1日に物件が引き渡される予定[24]。

## 事業所一覧
「テクノロジーセンター」は「TEC」と略される。
| 事業所名                                | 所在地             | 事業内容 |
| --------------------------------------- | ------------------ | --- |
| 熊本テクノロジーセンター                | 熊本県菊池郡菊陽町 | - 本社 - AV・監視向けCMOS/CCDイメージセンサー - 車載向けCMOSイメージセンサー - マイクロディスプレイ（液晶/OLED） |
| 鹿児島テクノロジーセンター              | 鹿児島県霧島市     | - アナログLSI - IoT向けモジュール - Crystal LED（パネルプロセス）                                                |
| 長崎テクノロジーセンター                | 長崎県諌早市       | - モバイル向けCMOSイメージセンサー                                                                               |
| 大分テクノロジーセンター                | 大分県大分市       | - モバイル向けCMOSイメージセンサー                                                                               |
| 大分テクノロジーセンター 国東サテライト | 大分県国東市       | - モバイル向けCMOSイメージセンサー                                                                               |
| 白石蔵王テクノロジーセンター            | 宮城県白石市       | - 半導体レーザー                                                                                                 |
| 山形テクノロジーセンター                | 山形県鶴岡市       | - モバイル向けCMOSイメージセンサー                                                                               |
| 東浦サテライト                          | 愛知県知多郡東浦町 | - 有機EL |

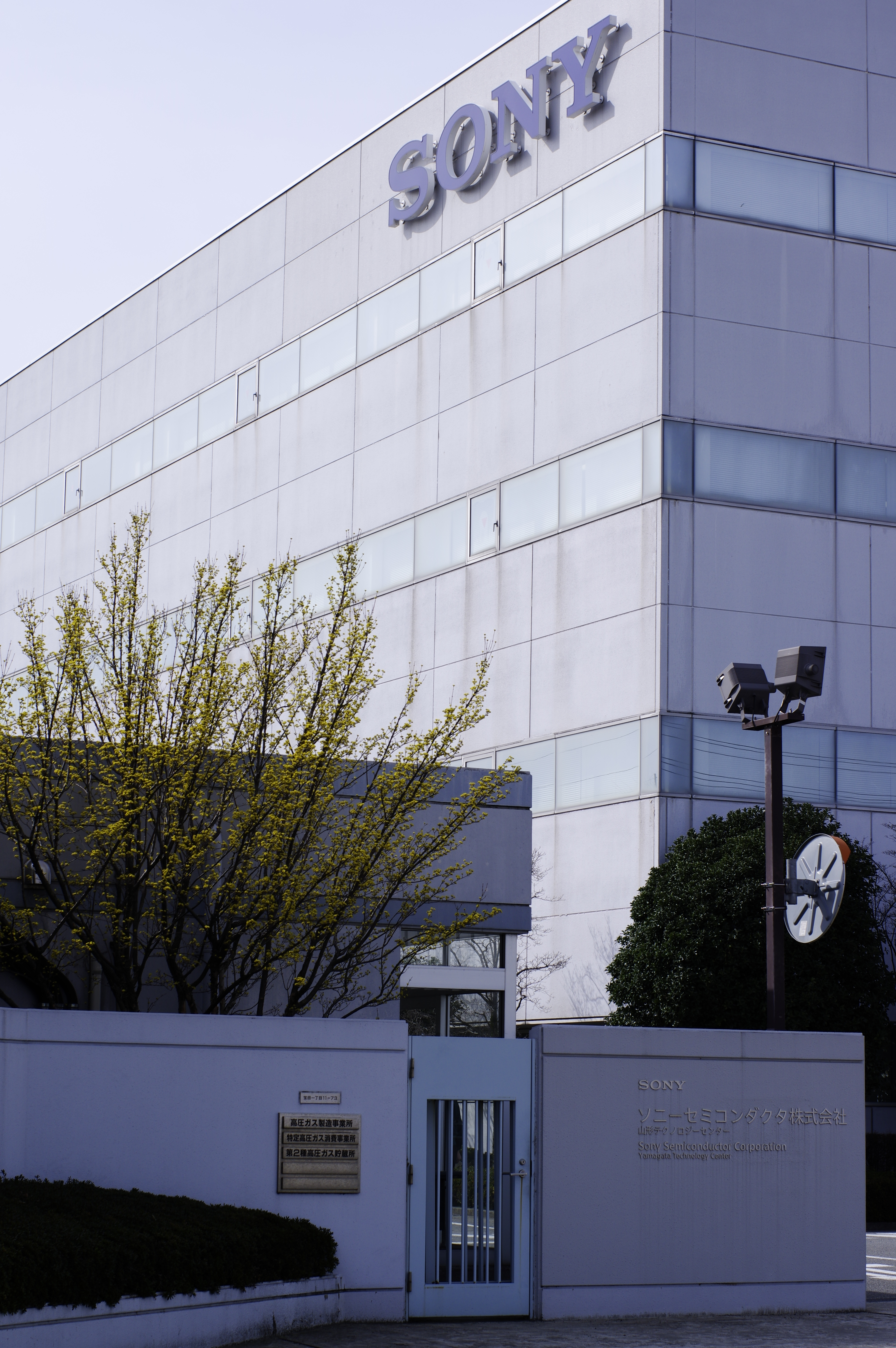
山形テクノロジーセンター
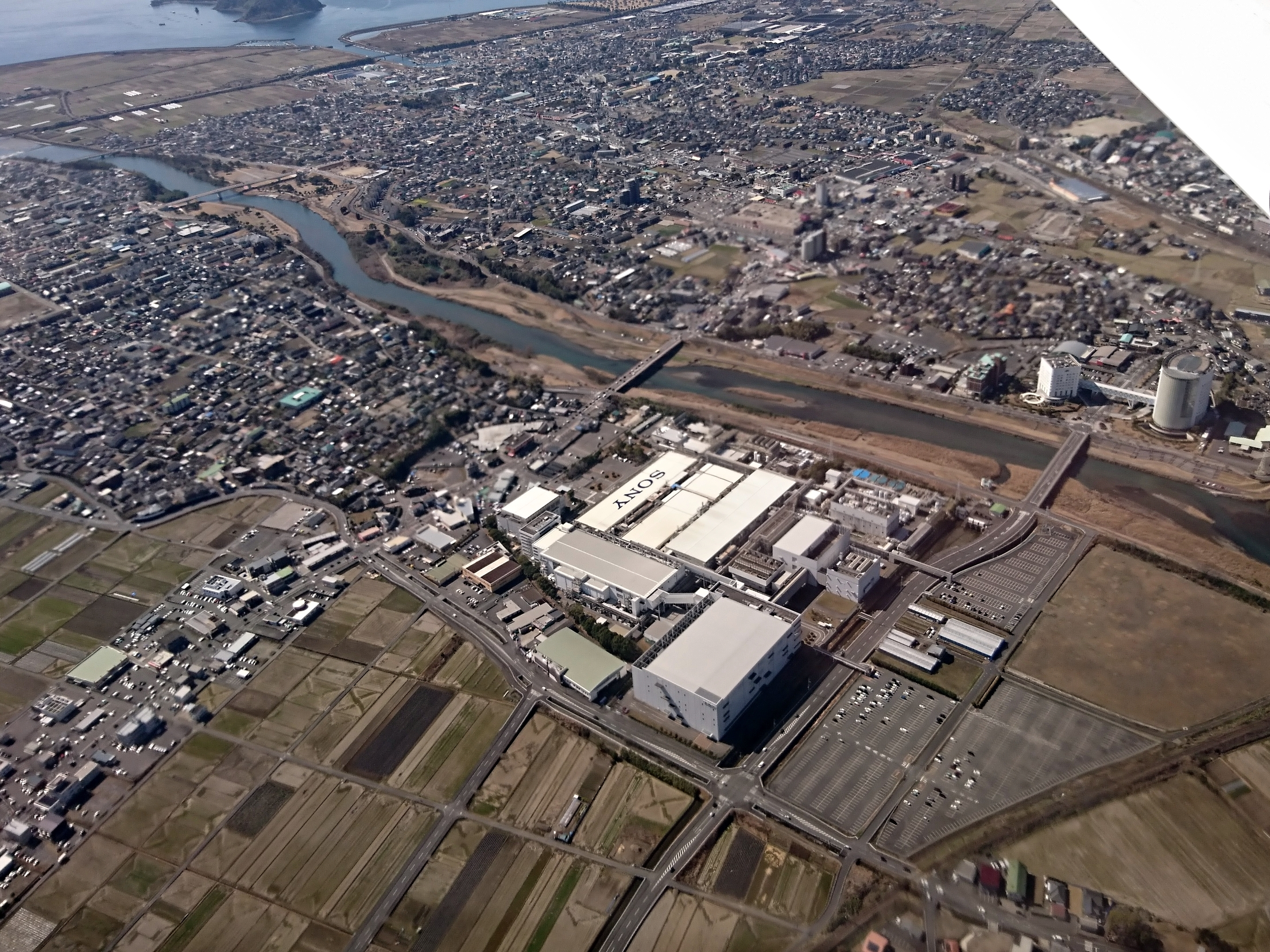
鹿児島テクノロジーセンター（空撮）

## 女子ハンドボール部
日本ハンドボールリーグに「ソニーセミコンダクタマニュファクチャリング BLUE SAKUYA」の名称で参加している。1984年創部。